# Chéu
Chéu là một xã của Pháp,tọa lạc ở tỉnh Yonne trong vùng Bourgogne. Chéu có diện tích 7,61 km2, dân số năm 1999 là 439 người. Chéu nằm ở độ cao trung bình 107 m trên mực nước biển.

## Thông tin nhân khẩu
| Năm | 1962 | 1968 | 1975 | 1982 | 1990 | 1999 |
| --- | ---- | ---- | ---- | ---- | ---- | ---- |
| Dân số | 430  | 436  | 540  | 496  | 506  | 439  |
| From the year 1962 on: No double counting—residents of multiple communes (e.g. students and military personnel) are counted only once. |      |      |      |      |      |      |